# Blancos en Kenia
Los blancos en Kenia son un menor pero prominente grupo en dicha nación africana, formado por casi 4000 personasprincipalmente descendientes de británicos que se establecieron durante la era colonial. Kenia se caracteriza por tener diferentes grupos étnicos, raciales y lingüísticos de África entre ellos las poblaciones bantú,cusítica y nilótica constituyen en conjunto alrededor del 99.5 % de la población del país. 

## Historia de la población blanca en Kenia
La Ordenanza de Tierras de la Corona de 1902 impuso la ley de propiedad inglesa y obligó a los africanos a ceder sus tierras ancestrales, lo permitió al estado colonial ceder grandes extensiones en el Valle del Rift a colonos blancos británicos, las tierras fértiles quedaron en manos de pocos cientos de colonos blancos. Estas tierras eran donde los pastores masái practicaban la migración estacional. Entre 1911 y 1912, miles de masái fueron obligados a migrar hacia el sur a y en 1913 los nativos habían perdido entre el 50 y el 70 por ciento de las tierras.
En 1920, el Protectorado Británico se convirtió en una colonia de la Corona, la masiva confiscación de tierras, el trabajo forzoso, la participación africana en la Primera Guerra Mundial en ayuda a Gran Bretaña contribuyeron a impulsar un importante movimiento nacionalista africano en Kenia durante la década de 1920.En 1919, el Gobierno del Reino Unido puso en marcha el antiguo sistema de asentamientos de soldados. Se convirtió en la mayor asignación de tierra para asentamientos europeos en la historia de Kenia, involucrando más de 800.000 hectáreas de tierra, y aumentando la superficie de asentamiento blanco en un tercio. Los solicitantes debían ser sujetos británicos.Durante la etapa colonial las leyes sobre la tierra, se beneficiaron de la coerción del trabajo africano, el reasentamiento de africanos en reservas nativas y la concesión de derechos de monopolio a los colonos para la producción de ciertos cultivos afianzó la propiedad de la tierra en manos exclusivamente blancas al eliminar el derecho a propiedad de la razas negras.
En la década del 20 se forma el grupo del Valle Feliz (Happy Valley) compuesto por aristócratas y aventureros, principalmente británicos que se asentaron en valle de Wanjohi, entre las décadas de 1920 y 1940.  el grupo se hizo famoso por su estilo de vida hedonista y escándalos de diversos origen que fueron motivo de controversias.
Desde el inicio del colonialismo en 1895 hasta la retirada de los británicos el 12 de diciembre de 1963, los kenianos negros fueron constantemente sometidos a violencia y humillación a manos de funcionarios coloniales, colonos y misioneros blancos por igual. La violencia y las humillaciones endémicas en la colonia del este de África, las golpizas contra la población nativa eran frecuente por parte de la minoría blanca.
Tras la Segunda Guerra Mundial, el descontento con el colonialismo condujo a una rebelión anticolonial liderada por los kikuyu, conocida como el Levantamiento Mau Mau . La rebelión estuvo motivada en parte por la confiscación de tierras kenianas y la discriminación sufrida por parte de los colonos blancos. Entre 1936 y 1946 los colonos blancos incrementaron sus exigencias en términos de días de trabajo, y aumentaron las restricciones de acceso a la tierra para los africanos. Entre 1945 y 1952 con las leyes de segregación fue complementada con la ley de liberalización del suelo que expulsó a cientos de miles de personas de color de sus pequeñas granjas, transfiriendo alrededor de la mitad de la superficie agrícola del país a una pequeña cantidad de terratenientes blancos. En 1923 las autoridades coloniales británicas establecen el sistema de kipande que prohibía la libre circulación de los nativos africanos, exigía a los africanos llevar un certificado para su identificación y para demostrar su contrato de trabajo solo podían residir en Nairobi y otras ciudades como trabajadores temporales, empleados domésticos.
En la década del 40 surge el caso
Cholmondeley, descrito en el libro White Mischief sobre un antiguo miembro de la familia Cholmondeley, el cuarto Barón Delamere quien estuvo casado con Diana Broughton, cuyo amante fue asesinado en Nairobi en la década de 1940.
La insurrección de los nativos  contra la administración colonial británica, que se inició en 1952 y no finalizó hasta 1960. En los años 50 tras la Operación Anvil, el gobierno colonial británico en Kenia recurrió cada vez más a la detención masiva para reprimir el Levantamiento Mau Mau. Elkins detalla el establecimiento y el funcionamiento de los campos de detención, la tortura y los abusos que allí se cometieron, y los intentos británicos de destruir documentos en vísperas de la independencia de Kenia, La operación comenzó el 24 de abril de 1954 y duró dos semanas, al término de las cuales 20.000 sospechosos de ser Mau Mau fueron trasladados a Langata y 30.000 más deportados a campos de concentración.Después de la Segunda Guerra Mundial, el descontento contra el colonialismo británico condujo a una rebelión anticolonial liderada por los Kikuyu conocida como el Levantamiento de Mau Mau. La rebelión fue motivada en parte por la confiscación de tierras de propietarios negros y la discriminación por parte de los colonos blancos, llevando a la revuelta Mau Mau.
En 1959 se produce la masacre de Hola cometida por las fuerzas coloniales británicas durante el Levantamiento Mau Mau en un campo de detención en Hola, al sudeste de Kenia.
En la década del 60 tras décadas las políticas británicas de expulsión de nativos de sus tierras para formar inmensas haciendas de colonos blancos la mitad de los keniatas no disponía de tierras y se enfrentaban a la pobreza, el hambre, el desempleo y la sobrepoblación.

### Independencia en 1963
Después del final del dominio colonial británico en 1963, y dándose cuenta de que un dominio minoritario de la forma del apartheid de Rodesia y Sudáfrica ya no era posible tras el levantamiento del grupo Mau Mau, y los abusos de parte de los ingleses contra los Mau Mau, entre 1952 y 1961.Los kenianos blancos virtualmente se han retirado por completo de la política keniana, el último personal que quedaba de los tiempos de la colonia se retiró en la década de 1970. La mayoría de los colonos blancos se marcharon en menos de una década.
En 1974 durante el gobierno de Idi Amin en la vecina Uganda un grupo de blancos keniatas organizados que contaban con apoyo extranjero encubierto, entre ellos una agencia de inteligencia ugandesa e Israel, se organizarón para actuar como fuerza paramilitar para sofocar las protestas en el país vecino.
Si bien uno de los principales reclamos de los grupos independentistas eran la redistribución de la tierra, ya que para 1960 alrededor de 500 agricultores blancos eran dueños del 67 por ciento de los terrenos fértiles del país, cualquier intento de reforma fue abortado con la toma del poder de Kenyatta tras el golpe de Estado quien usó su autoridad para asignarse a sí mismo y a su familia grandes extensiones de tierras del país. Durante el régimen de Kenyatta la propiedad de la tierra no sufrió modificaciones manteniéndose el legado del colonialismo británico en la concentración de tierras en pocas manos. La familia Kenyatta mediante un sistema clientelar con fondos estatales fue haciéndose con el control de bastas zonas agrícolas del país. La familia del dictador se encontraba a principios del siglo XXI como una de las mayores terratenientes del país.
A pesar del fin del colonialismo británico en 1963, durante el largo régimen dictatorial de Jomo Kenyatta la estructura económica a favor de los blancos no fue modificada incluso fue reforzada por Kenyatta quien introdujo un régimen de partido único. El presidente practicó una política autoritaria y clientelista. Sin embargo a pesar de conservar los privilegios de la época colonial la inseguridad crónica y la sucesión de conflictos violentos en el este del país gran parte de la minoría blanca abandonó el país.
Durante el régimen colonial británico, grandes extensiones de tierra en las "Tierras Altas Blancas" fueron asignadas a colonos británicos, lo que fomentó una sociedad estratificada donde los blancos tenían el poder económico y político exclusivo con una gran concentración de la riqueza  en la minoría blanca junto a una marcada desigualdad con la mayoría negra - más del 99 por ciento de la población - que vivía en condiciones de subsistencia, víctimas periódicas de hambrunas

### SigloXXI
Si bien las relaciones raciales se han mantenido tensas desde la independencia en 2006, surgieron debates sobre el racismo y la historia colonial cuando Tom Cholmondeley, heredero de un influyente colono blanco y gran terrateniente, disparó y mató a un hombre negro en la granja de su familia, un año antes, había disparado y matado a otro hombre trabajador de parques nacionales en sus tierras. En 2017 surgieron conflictos entre pastores que buscaban tierras de pastoreo y terratenientes blancos privados en Laikipia.
En 2019 se produjo una serie de ataques a hoteles por parte del  grupo yihadista al-Shabaab en la capital de Kenia, quien tomo de rehenes a huéspedes de un hotel británicos y estadounidenses, en el marco de ataques a personas blancas en el país.

## Blancos en Kenia hoy
Kenia tiene la tercera población blanca más grande de África, después de Sudáfrica y Namibia.
Los blancos en Kenia están agrupados en las regiones altas entre ellas la familia Cholmondeley (Delamere) es dueña de más de 100.000 acres (400 km²) de tierras de cultivo en el valle del Rift. Económicamente, virtualmente todos pertenecen a la clase media alta, son terratenientes. Económicamente, virtualmente todos pertenecen a la clase media, alta, son terratenientes. Durante más de 70 años de colonialismo la tenencia individual de la tierra y la propiedad solía otorgarse únicamente a británicos. Tras el  período poscolonial,  bajo el régimen dictatorial de Jomo Kenyatta y su hijo, se llevaron una parte de los recursos de los blancos que se marchaban, creando una élite económica con interés en retener los regímenes de derechos de propiedad concentrados del período colonial. En Kenya dónde Kennyata adoptó un régimen de liberalismo económico las grandes extensiones de tierra eran de propiedad privada de unos pocos centenares de familias blancas británicas, las presiones de mantener ese régimen territorial resultaron particularmente fuertes.En general la minoría blanca suele estudiar fuera del país.
Hacia fines del siglo XX y principios del XXI la población blanca ha descendido anualmente debido a la alta tasa de emigración, principalmente a Reino Unido, Australia y en menor medida a Argentina y Nueva Zelanda.El censo de 2019 encontró que 4059 personas se describieron a sí mismos como blancos o mestizos.sobre una población total de 55 100 000 de habitantes

## Kenianos blancos notables
- El caso de Thomas Cholmondeley, un descendiente de aristócratas británicos, ha vuelto a cuestionar el sesgo de clases que hace el sistema judicial y a avivar el resentimiento de muchos kenianos hacia un privilegio para los blancos. El libro y la película
- George Adamson – conservacionista
- Joy Adamson – conservacionista
- Thomas P. G. Cholmondeley – controvertido terrateniente y aristócrata
- Philip Leakey – político, hermano de Richard Leakey
- Emmanuel de Merode - antropólogo, conservacionista, piloto; esposo de Louise Leakey
- Alan Root - conservacionista, activista de la ecología y nominado al Oscar en la categoría de Mejor Documental por Mysterious Castles of Clay

En los últimos años se han producido algunos ataques a granjeros blancos en el oeste del país.

## Primeros kenianos blancos notables
- Neil Aggett (emigró a Sudáfrica) – activista en contra del apartheid
- Jamie Dalrymple (emigró a Inglaterra) - jugador de cricket
- Dr. Richard Dawkins (emigró a Inglaterra) - etólogo, biólogo y escritor